# 射水市立堀岡小学校
射水市立堀岡小学校 （いみずしりつ ほりおかしょうがっこう）は富山県射水市にある公立小学校。

## 沿革
個別に提示されている出典を除いた出典→
- 1873年10月24日 - 本校創立 堀岡新村時習小学校と称す。
- 1883年10月 - 聞光寺東側（旧村役場隣）に白壁塗2階建て校舎を新築。
- 1893年4月1日 - 堀岡小学校と改称。
- 1907年12月24日 - 白壁塗校舎横に校舎を新築。
- 1926年12月10日 - 雨天体操場等を新築。
- 1928年4月20日 - 本館増築 旧本館（白壁塗校舎）を移転改築。
- 1941年4月1日 - 堀岡国民学校と改称。
- 1947年4月1日 - 堀岡小学校と改称 堀岡中学校併置。
- 1953年4月1日 - 町村合併で新湊市立堀岡小学校と改称。
- 1958年10月8日 - 完全給食を開始。
- 1963年
  - 10月24日 - 鉄筋コンクリート3階建て旧校舎が射水町に新築落成。新湊市内（当時）で最初の全館鉄筋コンクリート造の校舎であった[3]。
- 1969年10月31日 - 運動場土盛が完成。
- 1972年7月11日 - 上記工事に伴う施設設備完成記念式典挙行。
- 1973年10月20日 - 創校100周年記念式典を挙行。
- 1977年7月20日 - プール完成式を挙行。
- 1981年10月3日 - 講堂ステージ用緞帳及びグランドピアノの披露式挙行。
- 1985年3月9日 - 旧体育館の竣工式を挙行。
- 1988年8月5日 - プール循環ポンプを取り替え。
- 1992年11月21日 - 体育館ギャラリー暗幕更新。
- 1995年10月5日 - 体育館ステージ用後幕（紺色）設置。
- 2001年7月26日 - 海竜町で新校舎の起工式。
- 2002年
  - 8月11日 - 同日より8月17日まで、解体前の旧校舎を「思い出の学校」として開放。
  - 12月13日 - 同日より12月14日まで、新校舎への移転作業を実施。
  - 12月20日 - 旧校舎の解体工事に着手（2003年3月10日完了）。
  - 12月22日 - 新校舎入校式。
- 2003年4月30日 - 新校舎体育館の工事に着手。
- 2004年
  - 2月27日 - 新校舎体育館の工事が完了。
  - 3月6日 - 新校舎及び体育館の竣工式・創校130周年記念式典。
  - 9月27日 - 新グラウンドの工事に着手（2005年4月14日完了）。
- 2005年11月1日 - 射水市発足に伴い、現校名の射水市立堀岡小学校と改称。
- 2009年3月31日 - 体育館の床工事が完了。
- 2010年
  - 3月11日 - コンピュータ室にノートパソコン35台を設置。
  - 7月12日 - 太陽光発電設置工事が完了。
- 2011年
  - 3月25日 - 3・4学年教室をウレタン塗装。
  - 11月1日 - 学校図書館蔵書がバーコード化される。
- 2012年3月29日 - 1・2・5・6学年教室をウレタン塗装。
- 2013年
  - 1月21日 - 屋上フェンスを取付。
  - 9月27日 - 石碑が旧校舎より移動。

## 通学区域
堀岡(108番地・109番地を除く)、堀岡明神新（みょうじんしん）、堀岡新明神（しんみょうじん／201番地・202番地・205番地・206番地・208番地・209番地を除く)、堀岡古明神（ふるみょうじん）、堀岡堀江（ほりえ）、堀江千石（せんごく）、射水町（いみずちょう）一丁目、射水町二丁目、草岡町（くさおかちょう）一丁目、草岡町二丁目、有磯一丁目2番地・4番地の2、海竜町（かいりゅうまち）

## 進学先
- 射水市立射北中学校